# Krisztus Egyházai
Krisztus Egyházai  leggyakrabban Krisztus Egyházaként ismert, autonóm protestáns keresztény gyülekezetek laza társulása. Szerte a világon képviseltetik magukat. Jellemzőik középpontjában Isten Igéjének (Biblia) abszolút tekintélye és az újszövetségi kereszténység eredeti formájában való visszaállítása áll. További jellemzők közé tartozik a hívők alámerítéssel történő megkeresztelkedése, amely kulcsfontosságú az üdvösség szempontjából, az úrvacsora ünneplése és a gyülekezeti közösségi szervezet. Sok egyház nem felekezetinek vallja magát.
A mozgalom története a XVIII. századi Amerikában zajló Második Nagy Ébredésig  (1790-1870)  nyúlik vissza, amelyet leginkább csak az ebből a mozgalomból létrejött gyülekezetek képviselői hívnak Restaurációs mozgalomnak. 
Ennek célja a hagyománykövetéssel, illetve a reformációval/egyházi reformokkal szemben a bibliai kereszténység és az első századi egyházi gyakorlatok teljes visszaállítása volt.
Barton W. Stone és Alexander Campbell vissza akart térni az újszövetségi egyház egyszerűségéhez, elhagyva a felekezeti megosztottságokat, hangsúlyozva a gyülekezetek függetlenségét. 
E mozgalomból létrejött gyülekezetek Krisztus Egyházainak nevezték magukat, melyek világszerte pár millió taggal és összesen 40 000 független egyházközösséggel rendelkeznek.[mikor?] A mozgalom egyik fő jellegzetessége, hogy a mozgalom gyülekezeteiben tiltott az istentiszteleteken való hangszerhasználat, ezért a gyülekezeti énekeket a helyi gyülekezetben a gyülekezeti alkalmakkor hangszerkíséret nélkül éneklik, a tagok és/vagy az egyházkórus.  Egy vitatott vallásgyakorlatuk az, ha valaki más gyülekezetbe járt korábban és ezt követően felnőttként csatlakozik hozzájuk azt mindenképpen újrakeresztelik, függetlenül attól, hogy milyen keresztény felekezethez tartozott korábban. E mozgalom az Egyesült Államokban főként arról ismert, hogy az istentiszteletein kizárólag hangszerkíséret nélküli, a cappella énekeket adnak elő. Magyarországon, Krisztus Gyülekezete néven Debrecenben, valamint Krisztus Egyháza néven Budapesten található egyházközösségük.

## Elnevezésének eredete

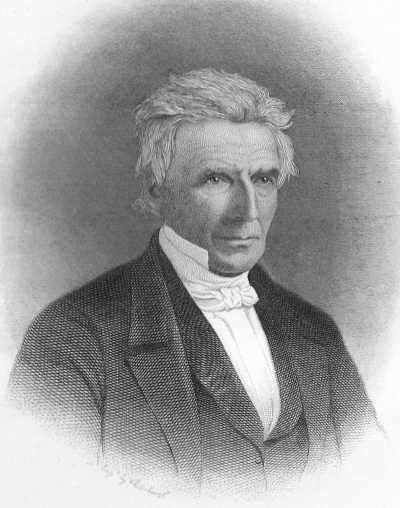
Alexander Campbell

Bár hívták őket Kembelitáknak is (Campbellites), a "Krisztus Egyháza" elnevezés a leggyakrabban használt név, az e mozgalomból létrejött gyülekezet megnevezésére. Alexander Campbell] szerint a visszaállítási mozgalom céljai között szerepelt, hogy "minden bibliai dolognak bibliai neve legyen" ami egy korai szlogenjévé vált a visszaállítási mozgalomnak. E mozgalom általában kerüli azoknak a neveknek a használatát amelyek emberekhez kapcsolódnak, nem Krisztushoz (például Lutheránus, Kálvinista) vagy egy konkrét doktrínához vagy teológiai nézőponthoz illetve vallásgyakorlati sajátossághoz. Például Baptista Egyház. Mert abban hisznek, hogy Krisztus egy egyházat alapított, és a felekezeti nevek használata a keresztény egyházak megosztottságát szolgálják. Véleményük szerint az egyszerű keresztények közösségét nevezik "Krisztus Egyházának", ahogyan Pál is nevezte az első századi egyházakat a Rómaiakhoz írt levelében, mikor a korabeli egyházak üdvözletét közvetítette a római gyülekezetnek;
Krisztus minden egyháza köszönt titeket.

## Szervezeti felépítés

### Gyülekezeti autonómia

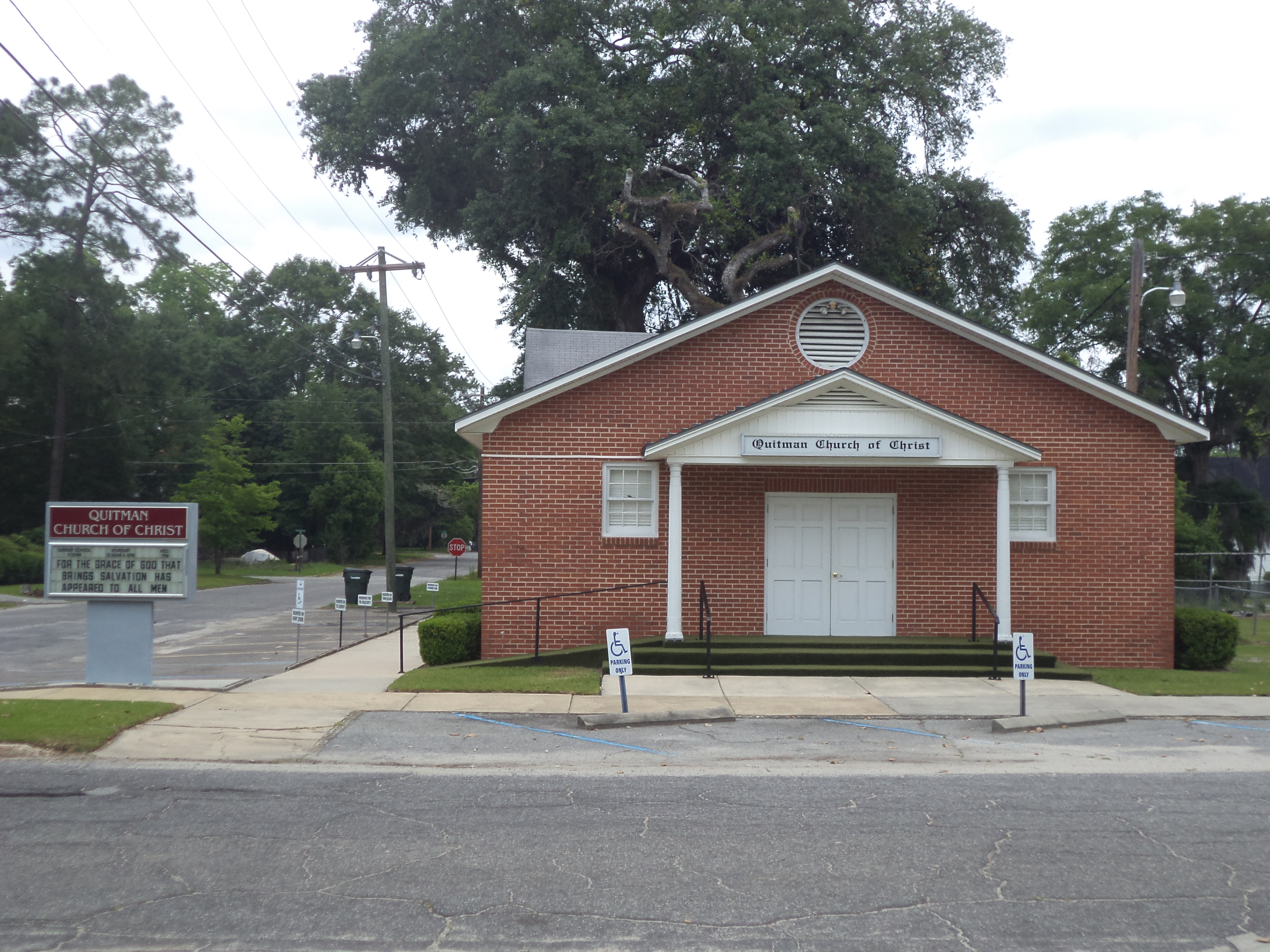
A Quitman Krisztus Egyházának épülete Brooksban

A Krisztus Egyházai-mozgalomnak (képviselőik szerint) szándékosan nincs központi székhelye, vezetősége, vagy olyan más szervezeti struktúrája, mely a helyi gyülekezetek felett áll. E helyett a helyi gyülekezetek teljes mértékben függetlenek egymástól. A helyi gyülekezetek, a közösségi alkalmak, összejövetelek rendezése céljából (templomok helyett) jellemzően modern stílusú egyházépületeket építenek és tartanak fent a gyülekezet számára. A gyülekezetek (országos és nemzetközi szinten is) egy olyan hálózatot alkotnak, melyben minden gyülekezet saját belátása és döntése szerint, spontán módon működik együtt a hálózat többi gyülekezetével.

### Mozgalmon belüli irányzatok
Bár a többségi (fővonalbeli) Krisztus Egyházainak helyi gyülekezetei sok hasonlóságot mutatnak egymással, az egyházak között jelentős eltérések vannak. A legfőbb közös pont az a teológiai megközelítés, hogy helyre kell állítani az újszövetségi egyházat, annak  "módszertani eljárásait", egyházi szervezeti felépítését, az istentisztelet formáját, és az egyház működésének módját. Ebből adódóan a legtöbb nézeteltérés a helyi egyházak között módszertani okok miatt keletkezett. Melynek alapja annak mérlegelése, hogy hogyan lehet ebben a modern korban helyreállítani legvalóságosabb formában a primitív őskeresztény egyház jellemzőit.
A gyülekezetek háromnegyede 87%, a fővonalbeli irányzathoz tartozik, a tagok által írt Stone-Campbell mozgalom enciklopédiája című mű szerint. A többi gyülekezet négy csoportba sorolható, azon belül az egyik legnagyobb csoportot az úgynevezett "nem intézményes" Krisztus gyülekezetei képezik.

#### Nem intézményes Krisztus gyülekezetei
Körülbelül 2055 gyülekezet tartozik ebbe a kategóriába. Ebbe a csoportba tartozó gyülekezetekre jellemző, a fővonalbeli irányzathoz képest, hogy nem üzemeltetnek oktatási intézményeket. A fővonalbeli Krisztus Egyházai  ugyanis jellemzően aktívan részt vesznek valamely (a Krisztus Egyházai által alapított) felsőoktatási intézmény üzemeltetésében.

#### Nem tematikusan tanítók csoportja
A második legnagyobb csoportba azok a gyülekezetek tartoznak, amelyek ellenzik a tematikus bibliatanítást és ezért nem tartanak olyan gyülekezeti alkalmakat, amelyeken téma szerinti kigyűjtött biblia-idézeteket tartalmazó tanítások hangzanak el.  Szerintük a Biblia üzenete torzul azzal, ha a lelkész egy adott témához gyűjt össze kiragadott idézeteket, így a saját elképzeléseit támassza alá a Bibliával. E helyett ők a Biblia egy adott részét olvassák fel fejezetről-fejezetre és értelmezik azt. Ez a csoport összesen 1100 gyülekezetből áll.

#### Istentiszteleten úrvacsorát nem tartók csoportja
A harmadik csoport jellemzője, hogy  a fővonalbeli irányzattal szemben, nem tart úrvacsorát az istentiszteleteken (hozzávetőlegesen 550 gyülekezet.) (Ebben a kategóriában van némi átfedésben azokkal gyülekezetekkel, amelyek nem üzemeltetnek oktatási intézményeket.)

#### Több tanító fontosságát hangsúlyozók csoportja
A negyedik csoport jellemzője, hogy hangsúlyozzák annak fontosságát, hogy több vezető tartson prédikációkat, tanításokat a gyülekezeti alkalmakon, ne csak egy. Ezek az egyházak ellenzik azt az amúgy a fővonalbeli irányzatra jellemző vallásgyakorlatot, hogy rendszeresen csak egy lelkipásztor beszél (prédikál, vagy tanít) a helyi gyülekezeti eseményeken illetve vezeti a gyülekezeti alkalmakat és a gyülekezetet. Ebbe a csoportba 130 gyülekezet tartozik bele.

#### A mozgalom belüli csoportok közös jellegzetességei
Ezek a csoportok általában a többségi konszenzussal létrehozott  vallásgyakorlatoktól térnek el, nem pedig teológiai tanítástól, ezeket a különbségeket képviselő gyülekezetek jellemzően az átlagos taglétszámhoz viszonyítva alacsony taglétszámú gyülekezetek a mozgalmon belül. Az ex-Krisztus Egyháza tagok által készített kritikai weboldal szerint Krisztus Egyházainak 20%-a egy olyan "keményvonalat" képvisel, melyben az egyházi vezetőség mentalitását pszichológiai szempontból visszaélőnek ítélték, tapasztalták az egyháztagok.

## Hitelvek és vallásgyakorlat

### Megváltástan
Krisztus gyülekezetei általában azt tanítják, hogy a megváltás folyamata a következő lépésekből áll:
- Megfelelő tanításban kell részesülni
- Hinni kell
- Meg kell bánni a bűnöket, el kell fordulni a korábbi életmódtól
- Meg kell vallani mások előtt, az abban való hitet, hogy Jézus az Isten fia
- Meg kell keresztelkedni a bűnök bocsánatára
- Hűséges keresztényként kell élni

Habár a mozgalomban nagy hagyománya van a gyülekezeti alkalmakon elhangzó üzenetekben az újszövetségi parancsolatok és követendő bibliai példák illetve minták hangsúlyozásának, továbbá a bűnök következményeit; a büntetést és a poklot hangsúlyozó "kénköves", indulatos hangvételű nyilvános prédikációknak, az 1960-as évek elején, sok Krisztus Egyháza prédikátor kezdett nagyobb hangsúlyt fektetni a kegyelem és a megváltás témákra a gyülekezeti alkalmakon.

### Hangszerhasználat nélküli istentisztelet
Krisztus Egyházai általában két évvel szolgálnak annak magyarázatára, hogy a Krisztus Egyházainak gyülekezetei miért nem használnak hangszereket az istentiszteleteken; az egyik érv az arra vonatkozó történelmi bizonyíték hiánya, hogy a korai egyház használt hangszereket az istentiszteleteken, másrészt az állítják, hogy nincs a bibliában olyan rész mely bizonyítaná, hogy az első századi egyház használt hangszereket a templomi istentiszteleteken.  Ezért "ez a mozgalom úgy döntött", hogy nem használ hangszereket az istentiszteleteken. Krisztus gyülekezetei létrejöttüktől kezdődően kizárólag hangszerhasználat nélküli istentiszteleteket tart.
Az istentiszteleteken való hangszerhasználat eredetileg egy vitatott téma volt a Stone-Campbell mozgalom korai éveiben. Alexander Campbell ellenezte a hangszerek használatát, az istentiszteleteken. 
1855-ben, számos egyház, mely része volt a Visszaállítási mozgalomnak, elkezdett orgonát, vagy zongorát használni az istentiszteleten, ez vezetett ahhoz a szakadáshoz, mely során a Krisztus Egyházai elkülönültek azoktól a csoportoktól melyek elnézték a gyülekezeti hangszerhasználatot.

### Egyéb teológiai irányzatok
Sok Krisztus Egyháza vezető állítja azt, hogy a Krisztus Egyházai csak a Bibliát követik és nem a "teológiát".

## Története Amerikában
Az alapvető ötlet az ősegyház visszaállításának igényét illetve a "keresztény egyszerűség" propagálását, azon problémák és hiányosságok hívták életre, melyek a korabeli egyházakat jellemezték. Úgy gondolták az egyház évszázadok alatt kialakult hibáit korrigálni lehet azzal, ha a primitív egyházra mint normatív modellre tekintenek. Az ősegyház helyreállítására való felszólítást a mozgalom korai prédikátorainak véleménye alapján a korábbi egyház-szakadások indokolták, melyen keresztül szerintük sérült az egyház eredeti tisztasága. Ezt a szakadást a katolicizmus fejlődésével, és a különféle keresztény felekezetek létrejöttével magyarázzák.

### A korai visszaállítási mozgalom története

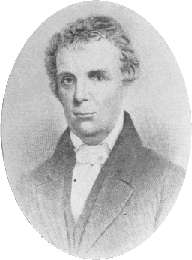
Barton W. Stone

Európában skót baptista, Amerikában főként presbiteriánus és metodista, valamint egyéb keresztény felekezethez tartozó vezetők ökumenikus összefogásán alapult. Főbb alakjai Barton W. Stone, Thomas Campbell és fia Alexander Campbell voltak. 
Barton W. Stone által vezetett Cane Ridge-i konferencián Kentucky-ban 1801-ben nevezték magukat először egyszerűen csak "keresztényeknek". A második történetileg fontos összejövetel nyugati Pennsylvaniában történt, ezt Thomas Campbell és fia, Alexander Campbell vezette. 

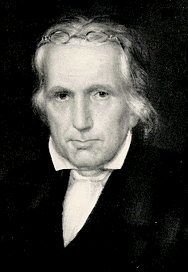
Thomas Campbell

 Ők ekkor  használták először a "Krisztus Tanítványai" nevet. Mindkét csoport arra törekedett, hogy az újszövetségi minta alapján visszaállítsa a keresztény ősegyházat, és mindketten úgy vélték, hogy a különféle hitvallások szerint tagolt kereszténység megosztott. A Stone és Campbell család vissza akart térni az újszövetségi egyház primitív egyszerűségéhez, elhagyva a felekezeti megosztottságokat. Hangsúlyozva a gyülekezetek függetlenségét, a hívők bemerítését, az újszövetségi vének és diakónusok mintáját az egyház vezetésében, a papság és a laikusok közötti különbség eltörlését, a Bibliát tartva a keresztény hit és életgyakorlat egyetlen forráskönyvének. Barthon Stone és a Campbell család 1832-ben találkoztak egy közösségi összejövetelen, majd rá nemsoká miután rájöttek, hogy hasonló nézeteket vallanak Stone és Campbell mozgalma egyesült "összeolvad" egymással.

### A Krisztus Egyházai és a Keresztény-Egyházak elkülönülése
Bár olyan konzervatív vezetők mint például Daniel Sommer már évekkel korábban 1883-ban bejelentették a szakadást, a tényleges szakadás és elhatárolódás 1906-re tehető, ugyanis az amerikai vallási népszámlálási adatokban ekkor szerepelt először két különálló csoportként a Keresztény-egyházak nevű felekezet és a Krisztus Egyházai. A leglátványosabb különbség és a fő konfliktus alapja a két csoport között az volt, hogy a Krisztus Egyháza elutasították a  hangszerhasználatot. A hangszerekkel kapcsolatos vita 1860-ban kezdődött azzal, hogy a Krisztus Egyházainak vezető számára nyilvánvalóvá vált, hogy a mozgalmon belüli Keresztény-Egyházak nevezetű irányzat egyházaiban nem tiltották a hangszerhasználatot.  A vita másik forrása a missziós társaságok szerepével volt kapcsolatos, amelyek közül az első az Amerikai Keresztény Misszionárius Társaság 1849 októberében alakult.

### Rasszizmussal való kapcsolata
A Krisztus Egyházai korai vezetői eltérő nézőpontokat képviseltek a rabszolgasággal kapcsolatban. Barton W. Stone erőteljesen ellenezte a rabszolgaságot, azzal érvelve, hogy nem volt bibliai indoka a rabszolgaság fenntartásának.  Alexander Campbell úgy gondolta, hogy a rabszolgaság inkább politikai, mint a vallási vagy erkölcsi probléma.  Látva, hogy a metodisták és baptisták is ellenezték a rabszolgák felszabadítását Campbell nézőpontja az volt, hogy a helyes megoldás a rabszolgaság eltörlése helyett a biblia alapelvei szerint szabályozott rabszolgaság. A USA-ban akkoriban elterjedt fehér faji felsőbbrendűségre épülő nézeteknek megfelelően, a Krisztus Egyházainak gyülekezeti épületekben is külön ülőhelyeket tartottak fent a fekete egyháztagok számára.

### Zene
A hangszer nélküli éneklés hagyománya miatt Krisztus Egyházai hozzájárult számos egyházi ének létrejöttéhez.    A nevezetesebb dalírók között szerepelnek Albert Brumley akinek egyik legkiemelkedőbb dala az (“I'll Fly Away") és Tillit S. Teddlie akinek a leg ismertebb dala a "Méltó vagy te" (“Worthy Art Thou”). Krisztus egyházai a gyülekezeti énekek megírásához gyakran biblia szövegeket használnak fel. Az 1820-as évektől kezdődően a Krisztus Egyházainak vezetői különválogatták a megfelelő "lelki", és a nem megfelelő "nem lelki" énekeket.
A dalok kiválogatásánál az alábbi szempontokat vették figyelembe:
- A gyülekezeti himnuszoknak dicsőítő, tanítási és intési célja, üzenete kellett, hogy legyen, és örömteli hangulatúaknak kellett lenniük.
- Kis levegővétellel is kiénekelhető, egyszerű stílusúnak kellett lenniük.
- Mindegyik dalnak az eleje közepe és vége kellett, hogy tartalmazzon biblia zsoltárokból vagy az evangéliumokból származó idézeteket.
- A gyülekezeti himnuszokban lévő mondatoknak rövideknek és egyszerűnek kellett lenniük.
- Egyszerűen énekelhető dallamúnak kellett lenniük.

Majd az ezek alapján a szempontok alapján kiválogatott énekeket egy úgynevezett "Zsoltárok és lelki énekek"-című műben adták ki 1828-ban, majd számos alkalommal később újra kiadásra kerültek. Először az 1900-as évek elején kiadott "Az egyház nagy himnikus dalai" című énekgyűjteményt egyházak és különféle kórusok széles körben használják világszerte.

### A bostoni egyház kiszakadása
Bár az elhidegülés a fővonalbeli Krisztus Egyházai és a Bostoni Krisztus Egyháza között a nyolcvanas évek közepétől kezdődően folyamatos volt, a hivatalos, formális szakadás 1993-ban következett be, amikor a bosztoni egyház felvette a Krisztus Nemzetközi Egyháza - nevet.
A 2000-res évek elején a Krisztus Nemzetközi Egyházaiban lezajló reform ot követően a Krisztus Nemzetközi Egyházainak vezetői közül néhányan erőfeszítéseket tettek a két mozgalom megbékélésének érdekében, az Abilene Keresztény Egyetemen tartott előadások keretén belül 2004 februárjában.

## Fordítás
- Ez a szócikk részben vagy egészben a Churches of Christ című angol Wikipédia-szócikk fordításán alapul.  Az eredeti cikk szerkesztőit annak laptörténete sorolja fel. Ez a jelzés csupán a megfogalmazás eredetét és a szerzői jogokat jelzi, nem szolgál a cikkben szereplő információk forrásmegjelöléseként.

## Külső hivatkozások
- Krisztus Egyházai - Internet szolgálat
- Testvériség- hírek – Krisztus Egyházainak Online hírforrása
- The Christian Chronicle – A Krisztus Egyházainak folyóirata
- Christian Courier Archiválva 2016. július 17-i dátummal a Wayback Machine-ben – Vallási kiadvány melyet a Krisztus Egyházainak képviselői szerkesztenek.